# Bonairiaans staatkundig referendum 2004
Het staatkundig referendum Bonaire 2004 werd op dit eiland gehouden op 10 september van dat jaar. Een meerderheid van 59,45 procent stemde voor een rechtstreekse band met Nederland.
| Optie                                             | Stemmen | Percentage |
| ------------------------------------------------- | ------- | ---------- |
| A: binnen de Nederlandse Antillen blijven         | 853     | 15,94      |
| B: een directe band met Nederland                 | 3.182   | 59,45      |
| C: een autonoom land binnen het Koninkrijk        | 1.290   | 24,10      |
| D: volledige onafhankelijkheid van het Koninkrijk | 27      | 0,50       |
| Blanco en ongeldige stemmen                       | 106     | 1,94       |
| Opkomst                                           | 5.458   | 57,24      |